# Laura Rival
Laura Rival és una antropòloga francesa docent a la Universitat d'Oxford, on fa de professora titular d'Antropologia i Desenvolupament. És especialista en pobles indígenes de la conca amazònica i investiga en els àmbits de la conceptualització ameríndia de la naturalesa i la societat, ecologia històrica i política, medi i desenvolupament i poblacions indígenes i polítiques identitàries.
Rival es graduà en antropologia i lingüística a la Universitat de la Colúmbia Britànica el 1986. El 1988 obtingué el grau d'investigació de Master of Philosophy de la London School of Economics (LSE) i el 1992 doctorà també a la LSE. Des de l'any 2000 exerceix com a investigadora i professora a la Universitat d'Oxford. A més a més, és membre activa del School of Anthropology & Museum Ethnography, el Latin American Centre i l'Oxford Centre of Tropical Forests d'aquesta mateixa universitat.
Rival ha realitzat treball de camp etnogràfic principalment entre els huaorani de l'Equador (des del 1989 al 2008, realitzant treball de camp de manera intermitent), però també entre els chachi, també a l'Equador, i entre els makushi de Guyana. En els seus estudis analitza com els éssers humans conceptualitzen i interactuen amb el medi ambient, reproduint i transformant el seu món cultural i modelant els paisatges forestals que habiten. A través de la seva obra ha contribuït al desenvolupament teòric de l'antropologia amazònica, de l'ecologia política i cultural i de l'etnobiologia.
Notablement a Trekking Trough History (literalment en català senderisme a través de la història), Rival realitza una etnografia dels Huaorani i mostra que aquests no es poden entendre com a mers supervivents de la conquesta colonial. Reivindicant la ‘regressió cultural' a la selva com a mostra de l'agència política d'aquest grup, Rival qüestiona l'assumpció que les tribus amazòniques són poblacions que han retrocedit en el procés d'evolució perdent el seu coneixement de l'agricultura; a través de les formes de socialització de la natura dels huaorani, l'autora revela com aquests han escollit dependre d'alguns recursos a través de la mobilitat en un paisatge forestal que, lluny de ser pristi, fou modulat en el passat. Rival ha tractat també qüestions de medi ambient i política, especialment com a editora de The Social Life of Trees. Anthropological Perspectives on Tree Symbolism (la vida social dels arbres. Perspectives antropològiques sobre el simbolisme dels arbres), en el llibre es realitza una anàlisi trans-cultural del significat dels arbres, referint-se a les lluites polítiques al voltant dels recursos forestals i a com els éssers humans conceptualitzen la natura.

## Obres
Llibres (com a autora)
- Hijos del Sol, Padres del Jaguar, los Huaorani Hoy (1996)
- The Social Life of Trees. Anthropological Perspectives on Tree Symbolism (1998)
- Trekking through History. The Huaorani of Amazonian Ecuador (2002)
- Transformaciones Huaoranis. Frontera, Cultura y Tensión (2015)
- Huaorani transformations in 21st century Ecuador (2016)

Llibres (com a editora)
- Beyond the Visible and the Material: the Amerindianization of Society in the Work of Peter Rivière (2001)
- The contribution of Peter Rivière to the field of Amazonian anthropology', and a general bibliography of Rivière's work (2002)
- What constitutes a human body in native Amazonia (2008)
- Governing the provision of Ecosystem Services (2013). Conjuntament amb Roldan Muradian.

Articles científics destacats
- The Growth of Family Trees: Huaorani Conceptualization of Nature and Society. Man Vol. 28(4): Pp.635-652.
- Androgynous Parents and Guest Children: The Huaorani Couvade. Curl Essay Prize, Journal of the Royal Anthropological Institute 5(4): 619-42
- Soul, Body and Gender among the Huaorani of Amazonian Ecuador. Ethnos. 70(3): 285-310.
- Amazonian historical ecologies. In Ethnobiology and the Science of Humankind: A Retrospective and a Prospective. Roy Ellen (ed.). Special issue of JRAI. Pp. 97-116.
- Domestication and Diversity in Manioc (Manihot esculenta Crantz ssp. esculenta, Euphorbiaceae). Current Anthropology 49(6): 1119-28.
- Ecuador's Yasuni-ITT Initiative: the old and new values of Petroleum. Ecological Economics 70(2): 358-365.

Capítols destacats en llibres
- Blowpipes and Spears: the Social Significance of Huaorani Technological Choices. In Nature and Society: Anthropological Perspectives (eds.) Philippe Descola & Gísli Pálsson. London: Routledge. Pp. 145-164.
- Domestication as a Historical and Symbolic Process: Wild Gardens and Cultivated Forests in the Ecuadorian Amazon. In Principles of Historical Ecology (ed.) William Balée. New-York: Columbia University Press, Pp. 232-50.
- Introductory Essay (as Regional Editor) on South American Hunters-and-Gatherers. In The Cambridge Encyclopedia of Hunters and Gatherers (eds.) Richard Lee and Richard Daly. Cambridge and Nova York: Cambridge University Press. Pp.77-85.
- Formal Schooling and the Production of Modern Citizens in the Ecuadorian Amazon. In Schooling the Symbolic Animal. Social and Cultural Dimensions of Education. Bradley A. U. Levinson (ed.). Oxford: Rowman and Littlefield. Pp. 108-22.
- Domesticating the Landscape, Producing Crops, and Reproducing Society in Amazonia. In Convergence and Emergence: Towards a New Holistic Anthropology? (eds.) David Parkin and Stan Ulijaszek. Oxford: Berghahn Books. Pp. 72-90.
- What kind of sex makes people happy? In Questions of anthropology. Festschrift for Maurice Bloch. (eds.) R. Astuti, J. Parry, and C. Stafford. Oxford: Berg. Pp. 167-196.
- Proies Meurtrières et Rameaux Bourgeonnants. Masculinité et Féminité en Terre Huaorani (Amazonie équatorienne). In Une maison sans fille est une maison morte. La personne et le genre en sociétés matrilinéaires et/ou uxorilocales. Mathieu, Claude-Nicole (ed.). Paris: Ed. de la Maison des Sciences de l'Homme. Pp. 125-154.
- Huaorani Ways of Naming Trees. In The Ethnobiology of Mobility, Displacement and Migration in Indigenous Lowland South America. Miguel Alexiades (ed.). Oxford: Berghahn. Pp. 47-68.
- Domestication of Peach Palm (Bactris Gasipaes Kunth): The Roles of Human Mobility and Migration. [With Charles R. Clement and David M. Cole]. In The Ethnobiology of Mobility, Displacement and Migration in Indigenous Lowland South America. Miguel Alexiades (ed.). Oxford: Berghahn. Pp. 117-140.
- What sort of anthropologist was Paul Rivet. In „Out of the Study, into the Field“. Ethnographic Theory and Pratice in French Anthropology. Robert Parkin and Anne de Sales (eds.). Oxford: Berghahn. Pp. 164-204